# Rijkstelefooncel Rijksmuseum

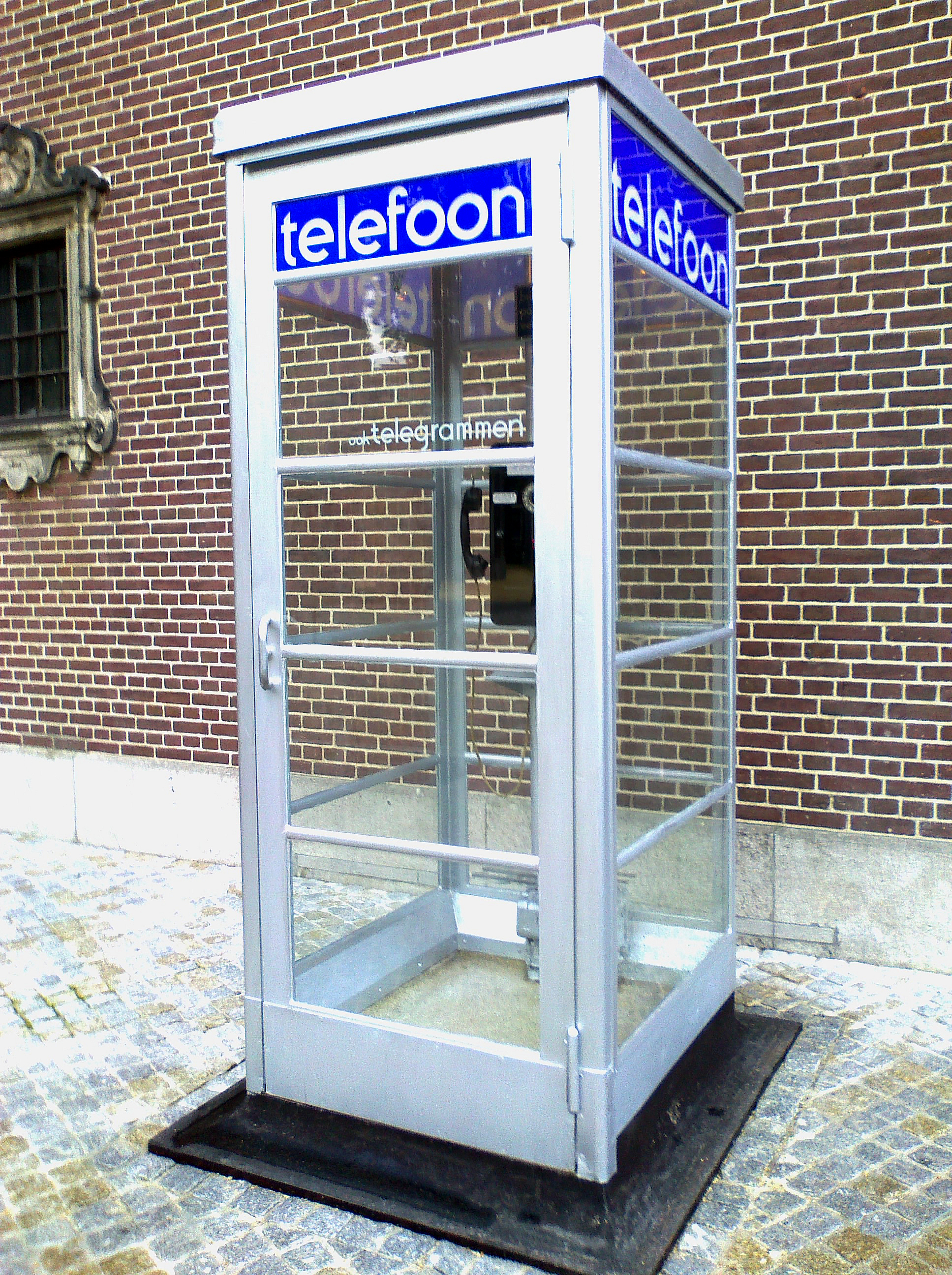
Rijkstelefooncel (foto 2015)

De Rijkstelefooncel was een telefooncel binnen Nederland tussen de jaren dertig en tachtig van de 20e eeuw.
In die jaren 1930 verzocht het 'Staatsbedrijf der Posterijen, Telegrafie en Telefonie' (PTT) bij monde van esthetisch directeur Jean François van Royen aan architectenbureau Brinkman & Van der Vlugt (Johannes Brinkman en Leendert van der Vlugt) een standaardtelefooncel te ontwerpen. Zij kwamen met een opengewerkte zuil bestaande uit staal en glas, die zich om de telefooninstallatie (telefoon, tableautje en telefoonboeken) vouwt. De telefooninstallatie, met in eerste instantie een bakelieten telefoon, is opgehangen aan twee zuiltjes die uit de grond omhoog komen. 
De drie betrokkenen maakten het succes van de cel niet mee; Van der Vlugt overleed in 1936; Van Royen werd in 1942 omgebracht in Kamp Amersfoort en Brinkman overleed in 1949. De cellen werden gefabriceerd door Gispen, de eersten in Delfshaven, vanaf 1934 in Culemborg. Directeur Willem Hendrik Gispen verzorgde de typografie in een blauwe (telefoon) en rode achtergrond (alarm). Een eerste proefexemplaar dat de bijnaam 'glazen kastje' kreeg, werd op het Vreeburg in Utrecht geplaatst. Er volgden er nog vijftien, ze stonden bijvoorbeeld aan de Wittevrouwensingel en in De Bilt bij het gemeentehuis en te Bilthoven bij het station. Het ontwerp was toen al enigszins aangepast om vandalisme te bemoeilijken. Het waren de eerste telefooncellen in de openbare ruimte.
Bij aanvang werd de plaatsing van 400 exemplaren nodig geacht. Er zouden uiteindelijk circa 7500 telefooncellen  van dit type gebouwd worden voordat de PTT in 1965 overging op een ander ontwerp. Na de komst van de mobiele telefonie werden alle typen telefooncellen geleidelijk aan verwijderd.
De 'Collectie 20e eeuw' van het Rijksmuseum Amsterdam vond de cel in 2015 vallen onder de rubriek toegepaste kunst en liet een exemplaar plaatsen in de beeldentuin. Het object werd omschreven als minimalistisch en tegelijkertijd een vooruitblik op een betere toekomst. Ook Museum Boijmans Van Beuningen schafte een cel aan in het kader van een tentoonstelling over het Nieuwe bouwen. Het Nederlands Openluchtmuseum te Arnhem heeft ook een Rijkstelefooncel opgesteld. De gemeente Den Haag benoemde de twee daar nog aanwezige telefooncellen tot gemeentelijk monument en plaatste ze in 2014 in het Haags Openbaar Vervoer Museum.